# Tipula (Acutipula) takahashii
Tipula (Acutipula) takahashii is een tweevleugelige uit de familie langpootmuggen (Tipulidae). De soort komt voor in het Oriëntaals gebied.